# Eleotris vomerodentata
Eleotris vomerodentata е вид лъчеперка от семейство Eleotridae.

## Разпространение
Видът е разпространен в Мадагаскар.